# لانگستریت
لانگستریت یک مجموعه تلویزیونی آمریکایی پلیسی است که در سالهای ۱۹۷۱–۱۹۷۲ در شبکه تلویزیونی ای‌بی‌سی آمریکا پخش شد. این سریال از تلویزیون ملی ایران نیز پخش شد.

## خلاصه داستان
جیمز فرانسیسکاس در نقش مایک لانگستریت بازرس یک شرکت بیمه است که پس از انفجار بمبی که در بطری شامپاین وی جاسازی شده بود همسرش اینگرید را از دست می‌دهد و نابینا می‌شود. او کارش را بعنوان بازرس بیمه با پشتکار و وسواسی بیش از گذشته ادامه می‌دهد و با به دام انداختن مجرمین ثابت می‌کند که او هنوز هم می‌تواند بعنوان بازرسی درجه یک به جامعه خدمت نماید.
از ویژگی‌های این سریال بازی بروس لی بزرگ در چهار اپیزود از لانگ استریت می‌باشد. بروس لی ایفاگر رل فروشنده ایی است که به فروش کالاهای آنتیک می‌پردازد و همچنین به آموزش تکنیک‌های رزمی در رشته جیت کاندو به مایک لانگ استریت یاری می‌رساند. سگ راهنمای لنگستریت سگی سفید از نژاد ژرمن شپرد است. ماجرای فیلم در نیواورلئان اتفاق می‌افتد ولی در لس آنجلس فیلمبرداری شده‌است.

## بازیگران و دوبلاژ
مدیریت دوبلاژ : زنده یاد سعید شرافت
مایک لانگ استریت با بازی جیمز فرانسیسکاس … جلال مقامی
لی تسونگ - بروس لی ۴ قسمت … میرعلی حسینی
نیکی بل - مارلین میسون ۲۲ قسمت
دوک پیج - پیتر مارک ریچمن ۲۰ قسمت
خانم کینگستون - ان دوران ۱۷ قسمت